# Guadalcanalmyzomela
Guadalcanalmyzomela (Myzomela melanocephala) är en fågel i familjen honungsfåglar inom ordningen tättingar.

## Utbredning och systematik
Fågeln förekommer i Salomonöarna (Florida, Savolax och Guadalcanal). Den behandlas som monotypisk, det vill säga att den inte delas in i några underarter.

## Status
Arten har ett begränsat utbredningsområde, men beståndet anses vara stabilt. IUCN kategoriserar arten som livskraftig.